# Piast Gliwice (futsal)
Piast Gliwice – polski klub futsalowy występujący w sezonie 2024/2025 w Ekstraklasie. Mistrz Polski z 2022 i 2025 roku.

## Historia
Za:
Sekcja futsalowa Piasta Gliwice powstała w 2016 roku w wyniku fuzji Nbitu Gliwice i GAFu Gliwice. Premierowy sezon zakończyli na 3. miejscu Ekstraklasy w fazie zasadniczej i 6. w fazie finałowej. Pierwszy medal Piast zdobył w sezonie 2020/2021 zajmując najniższy stopień podium. Następny sezon okazał się historycznym, ponieważ klub z Gliwic wygrał swoje pierwsze mistrzostwo Polski. Pozwoliło to Piastowi na uczestnictwo w Lidze Mistrzów Futsalu, gdzie wygrali najpierw eliminacyjną rundę grupową, a potem główną rundę grupową, co pozwoliło na awans do elitarnej rundy grupowej. W niej o braku awansu do turnieju finałowego zdecydowała porażka z późniejszym triumfatorem turnieju, Palmą Futsal.
Sezon 2024/2025 zakończył się zdobyciem drugiego mistrzostwa Polski w historii.

## Bilans ligowy
| sezon     | liga        | poziom ligowy | miejsce | punkty  | bramki | uwagi |
| --------- | ----------- | ------------- | ------- | ------- | ------ | ----- |
| 2016/2017 | Ekstraklasa | I             | 6/12    | 40 → 21 | 81:69  |       |
| 2017/2018 | Ekstraklasa | I             | 5/12    | 36 → 24 | 84:72  |       |
| 2018/2019 | Ekstraklasa | I             | 5/12    | 36 → 43 | 88:71  |       |
| 2019/2020 | Ekstraklasa | I             | 7/14    | 27      | 57:44  |       |
| 2020/2021 | Ekstraklasa | I             | 3/17    | 74      | 138:55 |       |
| 2021/2022 | Ekstraklasa | I             | 1/16    | 78      | 155:68 |       |
| 2022/2023 | Ekstraklasa | I             | 3/16    | 58      | 110:58 | [ a ] |
| 2023/2024 | Ekstraklasa | I             | 3/16    | 77      | 150:52 | [ a ] |
| 2024/2025 | Ekstraklasa | I             | 1/16    | 81      | 153:43 | [ b ] |

## Osiągnięcia
- Mistrzostwa Polski:
  - I miejsce (2x): 2021/2022, 2024/2025
  - III miejsce (3x): 2020/2021, 2022/2023, 2023/2024
- Puchar Polski:
  - Zwycięzca (1x): 2023/2024
  - Finał (2x): 2018/2019, 2020/2021
- Superpuchar Polski:
  - Finał (2x): 2022, 2024

## Europejskie puchary
|  | Legenda do wszystkich tabel: - Q – runda eliminacyjna, 1/16, 1/8, 1/4, 1/2 – odpowiednia faza rozgrywek, Grupa – runda grupowa, Q gr – eliminacyjna runda grupowa, M gr – główna runda grupowa, E gr – elitarna runda grupowa, F – finał, R – runda, PO – play-off - k. – rzuty karne, los. – losowanie, Dogr. – dogrywka, w. – zasada bramek strzelonych na wyjeździe |

| Sezon     | Rozgrywki             | Runda    | Klub               | Miejsce spotkania                         | Wynik | Miejsce |
| --------- | --------------------- | -------- | ------------------ | ----------------------------------------- | ----- | ------- |
| 2022/2023 | Liga Mistrzów Futsalu | Q gr (E) | ASA Technion Hajfa | Korydallos Sports Hall, Koridalos         | 4:0   | 1.      |
| 2022/2023 | Liga Mistrzów Futsalu | Q gr (E) | Nistru Chișinău    | Korydallos Sports Hall, Koridalos         | 6:0   | 1.      |
| 2022/2023 | Liga Mistrzów Futsalu | Q gr (E) | A.C. Doukas        | Korydallos Sports Hall, Koridalos         | 2:2   | 1.      |
| 2022/2023 | Liga Mistrzów Futsalu | M gr (6) | MFC Stalitsa Mińsk | Pałac Młodzieży i Sportu w Prisztinie     | 6:1   | 1.      |
| 2022/2023 | Liga Mistrzów Futsalu | M gr (6) | FC Liqeni          | Pałac Młodzieży i Sportu w Prisztinie     | 9:3   | 1.      |
| 2022/2023 | Liga Mistrzów Futsalu | M gr (6) | Futsal Gentofte    | Pałac Młodzieży i Sportu w Prisztinie     | 4:0   | 1.      |
| 2022/2023 | Liga Mistrzów Futsalu | E gr (B) | NMK Novo Vrijeme   | Palau Municipal d'Esports Son Moix, Palma | 4:1   | 2.      |
| 2022/2023 | Liga Mistrzów Futsalu | E gr (B) | Palma Futsal       | Palau Municipal d'Esports Son Moix, Palma | 0:5   | 2.      |
| 2022/2023 | Liga Mistrzów Futsalu | E gr (B) | FK Dobovec         | Palau Municipal d'Esports Son Moix, Palma | 6:2   | 2.      |